# Дамаск (эялет)
Дамаск (осман. ایالت شام; Eyālet-i Šām‎) — эялет в Османской империи. Площадь эялета в XIX веке — 51 900 км2.
Эялет был образован после освобождения Дамаска от мамлюков в 1516 году. Жанберди аль-Газали, предатель мамлюков, стал первым правителем Дамаска.
Дамасский эялет стал одним из первых османских провинций, который превратился в вилайет после административной реформы 1865 года. В 1867 году эялет Дамаск был преобразован в вилайет Дамаск.

## Правители
- Жанберди аль-Газали (1518–1521)
- Ахмед ибн Ридван (1601–1607)
- Сулеман-Паша ал-Азм (1733–1737; 1741–1743)
- Асад-паша ал-Азм (1743–1757)
- Утман-паша ал-Курджи (1760-1771)
- Абдулла-паша аль-Азм (1795-1798; 1799-1803; 1804–1807)
- Мехмед Эмин Рауф-паша (октябрь 1828 - июль 1831)
- Бендерли Мехмед Селим Сырры-паша (1830–1831)

## Административное деление
Санджаки эялета Дамаск в XVII веке:
- Хас-санджаки
  - Санджак Иерусалим
  - Санджак Газы
  - Санджак Карак
  - Санджак Цфат
  - Санджак Наблус
  - Санджак Аджлун
  - Санджак Lajjun
  - Санджак Бокоа

- Салиан-санджаки
  - Санджак Tadmur
  - Санджак Сайда
  - Санджак Бейрут